# بطولة السنوكر العالمية للسيدات
بطولة العالم للسنوكر للسيدات (بالإنجليزية:  World Women's Snooker Championship)‏ (المعروفة باسم Women's World Open من 1976 إلى 1981 وباسم World Ladies Snooker Championship من 1983 إلى 2018) هي أقدم وأهم بطولة في الرابطة العالمية لسنوكر السيدات ‏. فقد أقيمت 41 نسخة منذ النسخة الافتتاحية في عام 1976، وأسفرت عن تتويج 15 بطلة مختلفة، وقد توجت ست منهن باللقب أكثر من مرة.
اللاعبة الأكثر نجاحًا في تاريخ البطولة هي ريان إيفانز (لاعبة سنوكر)، التي فازت بـ 12 لقبًا، تليها أليسون فيشر بسبعة ألقاب وكيلي فيشر بخمسة ألقاب. وكانت الفائزة الافتتاحية هي فيرا سيلبي ‏ التي توجت باللقب مرتين. وعلى الرغم من أن البطولة فازت فيها لاعبة واحدة فقط من خارج المملكة المتحدة قبل عام 2014 (فازت لاعبة أسترالية ليزلي ماكيلراث ‏ في 1980)، فقد فازت النسخ الأخيرة غالبًا بلاعبات آسيوية. فقد توجت اللاعبة من هونغ كونغ إنج أون-إي ‏ بثلاثة ألقاب في 2015، 2017 و2018. كما فازت اللاعبتان التايلانديتان مينك نوتشارت ‏ وبايبات سيريبابورن ‏ في 2022 و2023 على التوالي، وتوجت الصينية باي يولو ‏ بلقبها الأول في 2024.
في عام 2021، أصبحت بطولة السنوكر العالمية للسيدات مسارًا رسميًا للتأهل إلى بطولة السنوكر العالمية ‏ للمحترفين. في نهاية كل موسم، تُمنح بطلة العالم للسيدات بطاقة احترافية للمشاركة في البطولة لمدة موسمين متتاليين، كما تُمنح بطاقة مماثلة لأعلى لاعبة في التصنيف العالمي للسيدات ممن لم تنضم بعد إلى البطولة. وإذا كانت البطلة متواجدة بالفعل ضمن البطولة، تنتقل البطاقة إلى اللاعبة التالية في التصنيف التي لم تنضم بعد للبطولة.

## التاريخ
تأسست البطولة في عام 1976. وكان الاتحاد الذي نظم البطولة سابقًا هو جمعية البلياردو للسيدات ‏، التي نظمت بطولة سنوية لهواة السنوكر بين عامي 1933 والحادية والسبعين. كما نظمت الجمعية أيضًا بطولة السنوكر الاحترافية للسيدات سنويًا من 1934 إلى 1941 ومن 1947 إلى 1950، لكنها توقفت بعد ذلك بسبب ضعف الاهتمام الجماهيري. وقد اعتُبر مستوى السنوكر النسائي هبوطيًا خلال الثلاثينات، لكن المشاركة النسائية تحسنت في حقبة ما بعد الحرب، بما في ذلك تشكيل دوريات للسنوكر النسائي، مما أدى إلى تحسين جودة اللعب. وكان شركة التجزئة الخاصة بالبلياردو بوروز آند واتس تدعم البطولات النسائية، لكن ذلك الدعم توقف بعد أن استحوذت شركة ريلي على الشركة في عام 1967. وانخفض عدد البطولات وتراجع تنظيم بطولة الهواة بسبب نقص الرعاية والرعاية المالية.
في عام 1976، تأسس جمعية البلياردو والسنوكر للسيدات. وقد حصلت شركة عروض كيو (Q Promotions) التي يديرها موريس هايز على رعاية من علامة التدخين إمباسي لبطولة المفتوح العالمي للسنوكر للسيدات 1976، كجزء من صفقة إمباسي لرعاية بطولة العالم للسنوكر 1976 ‏.:50 ودخل البطولة أكثر من ستين لاعبة، بما في ذلك البطلتان الهاويتان السابقتان مورين بيانتون ‏ وروزماري ديفيز اللتان خرجتا من التقاعد، وكذلك جويز غاردنر ‏، التي كانت واصلة في نهائيات البطولات الاحترافية لعام 1934 و1935 و1937. وأقيمت البطولة في قاعة بلدية ميدلسبورو ‏، وتُعتبر النسخة التي أقيمت في عام 1976 اليوم بواسطة الرابطة العالمية لسنوكر السيدات ‏ النسخة الأولى من بطولة العالم للسنوكر للسيدات. فازت فيرا سيلبي ‏، البطلة الهاوية السائدة لمدة أربع مواسم قبل البطولة، على موريل هازلدن ‏ بنتيجة 4–0 في النهائي وفازت بـ £500 بالإضافة إلى ساعة جيجر لوكولتر بقيمة £500 أخرى.
النسخة التالية أقيمت في 1980، حيث شاركت 46 لاعبة. وفازت اللاعبة الأسترالية ليزلي ماكيلراث ‏ بالنهائي بنتيجة 4–2 على أغنيس ديفيز ‏، التي كانت قد فازت بـبطولة السنوكر الاحترافية للسيدات في عام 1949. وأقيمت البطولة مرة أخرى في العام التالي، 1981، حيث استعادت Selby لقبها بفوز 3–0 على ماندي فيشر في النهائي. كانت البطولات الثلاث الأولى تُنظم بواسطة جمعية البلياردو والسنوكر للسيدات، لكن بدءًا من 1983 أصبحت البطولة تحت إدارة الاتحاد العالمي للبلياردو والسنوكر للسيدات، الذي كان مرتبطًا ارتباطًا وثيقًا بشركة Ladies Snooker International للإدارة والترويج والتي وقعت عقودًا مع العديد من اللاعبات الرائدات.
في عام 1984، نظمت إدارة WLBSA بطولة الهواة للسنوكر للسيدات ‏ التي فازت بها اللاعبة ذات الخمسة عشر عامًا ستايسي هيليارد ‏، وسلسلة بطولات الجائزة الكبرى المكونة من خمسة بطولات، والتي فازت بها ماندي فيشر. وتُعتبر الأخيرة الآن نسخة من بطولة العالم للسنوكر للسيدات. فازت ببطولة الهواة لعام 1985، التي جذبت 78 مشاركة، أليسون فيشر، التي خسرت إطارًا واحدًا فقط خلال البطولة؛ وتُعتبر هذه النسخة اليوم نسخة عام 1985 من البطولة. ألغت إدارة WLBSA التمييز بين حالة الهواة والمحترفات في العام التالي. وواصلت فيشر الفوز بستة ألقاب عالمية أخرى، كان آخرها في 1994.
روّجت شركة باري هيرن التابعة لشركة ماتشروم سبورت ‏ بطولة العالم 1990 ‏، برعاية من فورت گروب ‏ ومجموع جوائز قدره £30,000، منها £10,000 للفائزة. وكان هذا أول حدث ضمن صفقة لمدة خمس سنوات مع WLBSA، التي ضمنت ما لا يقل عن £50,000 لجوائز بطولات العالم للسنوكر للسيدات خلال خمس سنوات. فازت كارين كور باللقب في 1990، وفي 1995 وفي 1997؛ كما فازت كيلي فيشر باللقب خمس مرات في ست سنوات من 1998 إلى 2003. غير راضية عن مكاسبها المالية من اللعبة، تركت أليسون فيشر دائرة السنوكر في عام 1997 للتنافس في جولة الاتحاد النسائي للبلياردو الاحترافي ‏ للعبة ناين-بول في الولايات المتحدة. وتبع ذلك كل من كور وكيلي فيشر.
في 1994، أقيمت الأدوار ربع النهائي والنصف النهائي والنهائي في نيودلهي بالهند، وهي المرة الأولى التي تُقام فيها البطولة خارج المملكة المتحدة. وتم تقليل قيمة الجوائز في عام 1994، ومرة أخرى في عام 1995، حيث أقيمت المراحل النهائية مرة أخرى في نيودلهي. وفي النسخة التالية، التي امتدت من عام 1996 حتى 1997 بسبب تأخيرات في جدولة الأدوار النهائية، طلب هيرن إنهاء العقد مع WLBSA للترويج للبطولة في المستقبل.
في عام 1997، تولى الاتحاد العالمي للبلياردو والسنوكر الاحترافي ‏ (WPBSA) إدارة WLBSA، مع التعهد بتوفير جوائز مالية إضافية. ومن 1998 إلى 2003، رعت شركة Embassy البطولة، حيث أقيمت الأدوار النصف النهائية والنهائية في مسرح كروسيبل ‏ في شفيلد خلال بطولة العالم للسنوكر. توقف دعم WPBSA للدائرة النسائية في عام 2003، بعد القيود الحكومية البريطانية على رعاية التبغ للرياضة، ولم تُقام البطولة في عام 2004. أعيد تنظيم البطولة في عام 2005. ومنذ ذلك الحين، كانت المتنافسة الأكثر نجاحًا هي ريان إيفانز، التي توجت باللقب 12 مرة، بما في ذلك 10 انتصارات متتالية من عام 2005 حتى 2014، تلتها ألقاب أخرى في 2016 و2019. أصبحت إنج أون-إي ‏ من هونغ كونغ أول فائزة آسيوية في البطولة حين فازت بها في 2015، وأضافت ألقابًا أخرى في 2017 و2018. وقد أقيمت نسخة 2017 في توا بايوه ‏، سنغافورة، وهي المرة الأولى منذ عام 1995 التي تُقام فيها البطولة خارج المملكة المتحدة. وفي عام 2018، أعيد تسمية إدارة الاتحاد العالمي للبلياردو والسنوكر للسيدات باسم الرابطة العالمية لسنوكر السيدات ‏، وأُعيدت تسمية البطولة إلى بطولة العالم للسنوكر للسيدات.
لم تُقام البطولة في عامي 2020 و2021 بسبب جائحة فيروس كورونا. وفي عام 2021، تمت إعادة تسمية كأس البطولة إلى كأس ماندي فيشر. حيث أسست ماندي فيشر الاتحاد العالمي للبلياردو والسنوكر للسيدات في عام 1981، وفازت باللقب العالمي للسنوكر للسيدات عام 1984، وتترأس حالياً الرابطة العالمية لسنوكر السيدات ‏.
ابتداءً من عام 2021، أصبحت جولة عالم السنوكر للسيدات مسارًا تأهيليًا رسميًا لبطولة العالم للسنوكر الاحترافية. حيث تحصل بطلة العالم للسنوكر للسيدات على بطاقة احترافية للموسمين التاليين تلقائيًا، وإن كانت البطلة موجودة بالفعل على الجولة، تُمنح البطاقة للاعبة الأعلى تصنيفًا من خارج الجولة. فازت النسخة 2022 و2023 على التوالي بلاعبات تايلانديتين مينك نوتشارت ‏ وبايبات سيريبابورن ‏، منهية بذلك فترة امتدت 19 عامًا كان خلالها كل لقب عالمي يُفوز به إما من قبل ريان إيفانز (لاعبة سنوكر) أو إنج أون-إي ‏. استضافت الصين البطولة لأول مرة في 2024، حيث أقيمت البطولة في دونغ غوان. وتوجت باي يولو ‏ باللقب بعد فوزها 6–5 على مينك نوتشارت ‏ في النهائي، لتصبح أول فائزة من البر الرئيسي للصين.
أعلى نتيجة في تاريخ البطولة هي 127 أُحرزت بواسطة باي يولو في مراحل المجموعات لبطولة 2023.
آن ماري فارين ‏، التي كانت تبلغ من العمر 16 عامًا و47 يومًا عندما فازت بالبطولة في 1987، معترف بها من قبل موسوعة غينيس للأرقام القياسية كأصغر فائزة بالبطولة اعتبارًا من عام 2024، رغم أن ستايسي هيليارد ‏ كانت تبلغ من العمر 15 عامًا فقط عندما فازت ببطولة الهواة لعام 1984.

## الفائزات

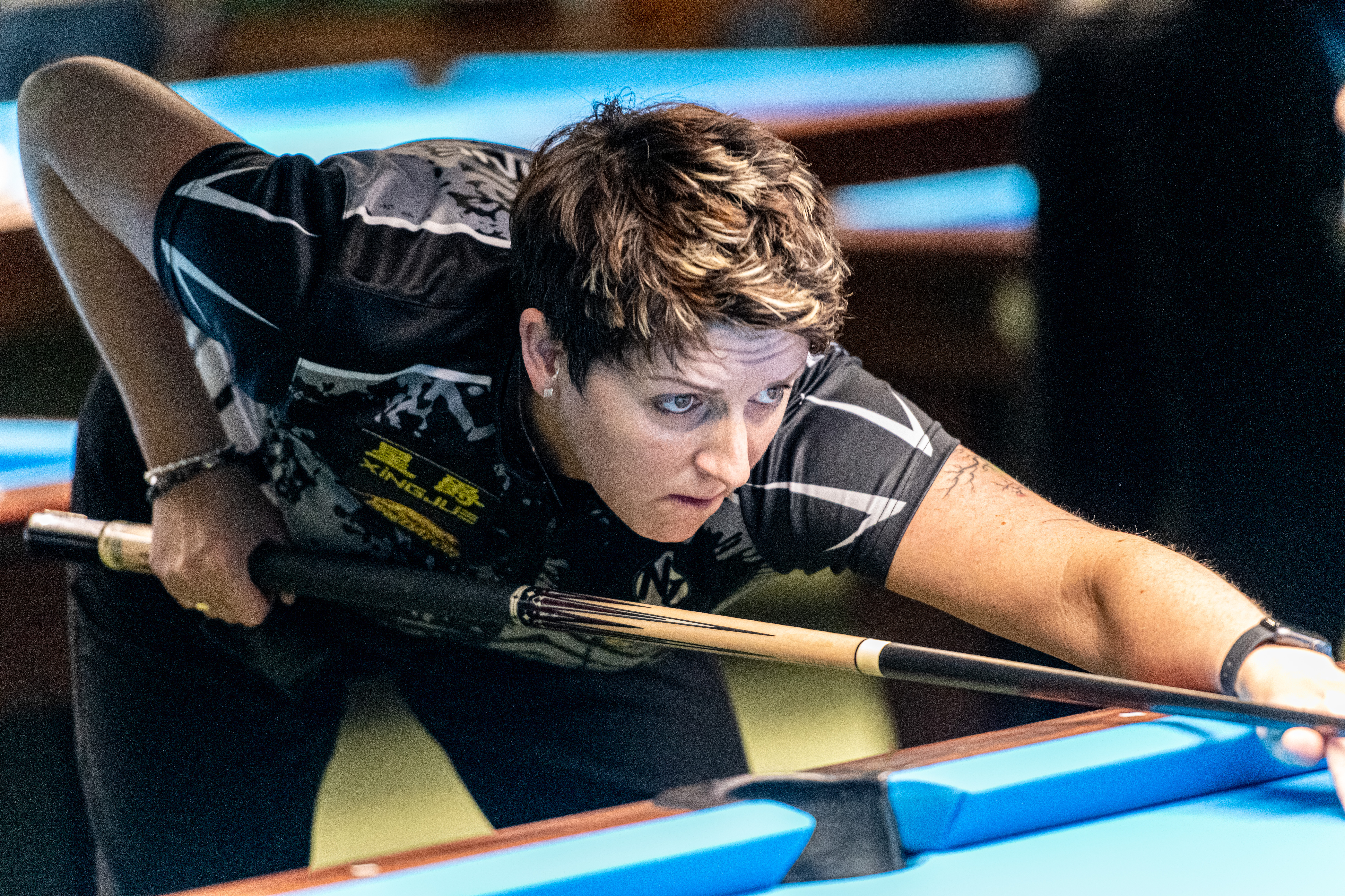
كيلي فيشر (صورة لعام 2022) فازت بالبطولة خمس مرات. كما فازت بألقاب عالمية في بطولة العالم للبلياردو للسيدات,, و.

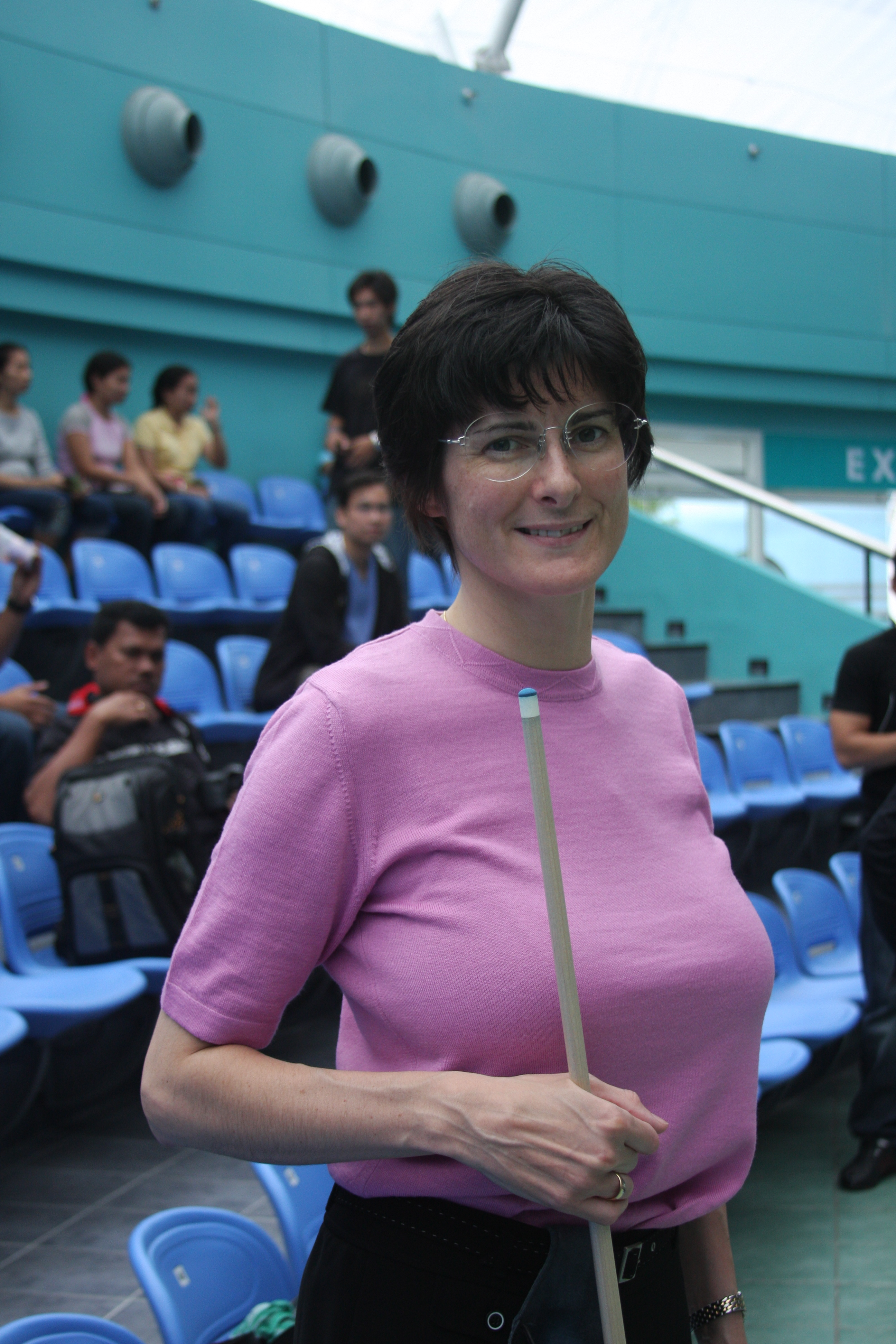
بطلة العالم للسنوكر للسيدات ثلاث مرات كارين كور (صورة لعام 2009)، وهي بطلة سابقة في بطولة العالم للبلياردو للسيدات عالمياً. مثل أليسون فيشر وكيلي فيشر، انتقلت إلى الولايات المتحدة للتنافس في دوري بول (لعبة بلياردو).

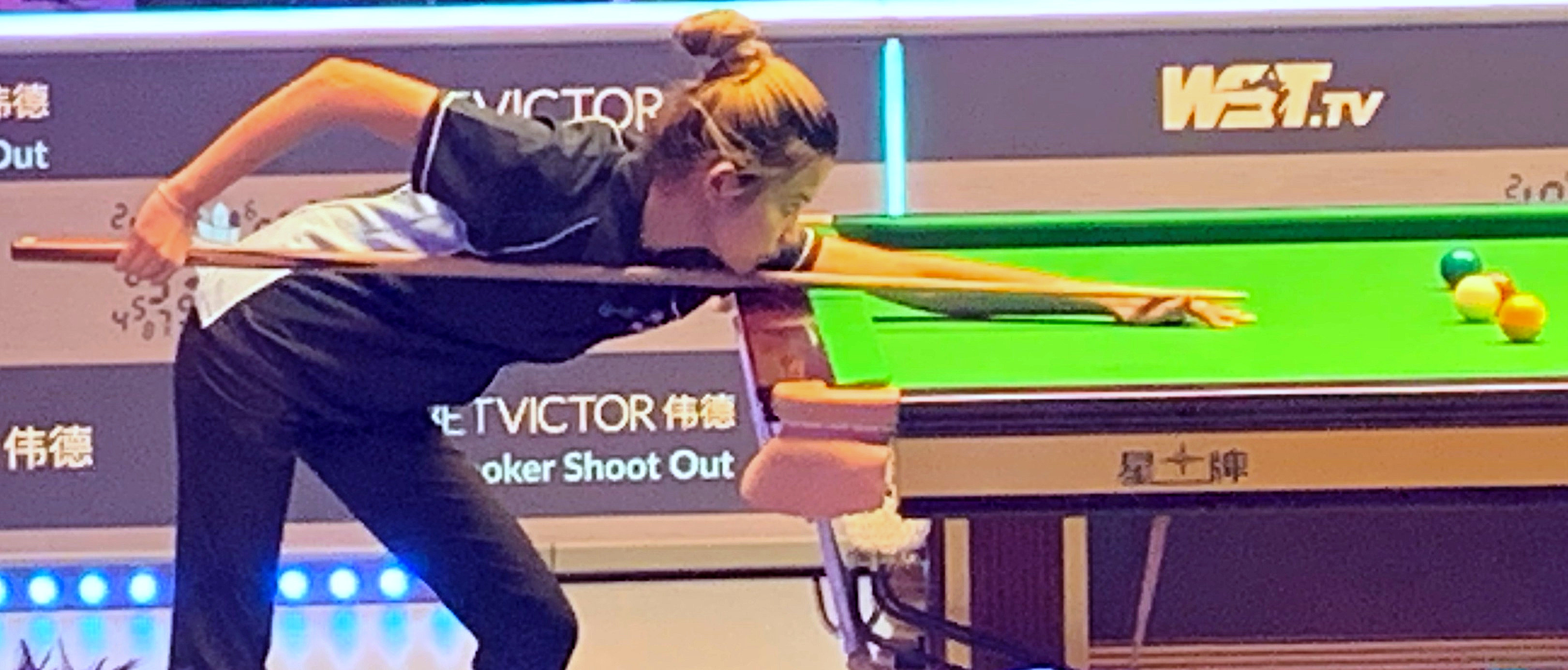
كانت وصيفة في عام 2024، بعدما فازت في 2022 ووصلت إلى النهائي في 2019.

| السنة     | الفائزة                         | الوصيفة                       | النتيجة النهائية             | المدينة                      | المرجع       |
| --------- | ------------------------------- | ----------------------------- | ---------------------------- | ---------------------------- | ------------ |
| 1976      | فيرا سيلبي ‏ (ENG)               | موريل هازلدن ‏ (ENG)           | 4–0                          | ميدلزبرة (ENG)               | [ 5 ]        |
| 1977–1979 | لم تُقام البطولة                 | لم تُقام البطولة               | لم تُقام البطولة              | لم تُقام البطولة              | [ 2 ]        |
| 1980      | ليزلي ماكيلراث ‏ (AUS)           | أغنيس ديفيز ‏ (WAL)            | 4–2                          | هايلينغ آيلاند ‏ (ENG)        | [ 2 ]        |
| 1981      | فيرا سيلبي ‏ (ENG)               | ماندي فيشر (ENG)              | 3–0                          | خليج ثورنيس ‏ (ENG)           | [ 38 ]       |
| 1982      | لم تُقام البطولة                 | لم تُقام البطولة               | لم تُقام البطولة              | لم تُقام البطولة              | [ 8 ]        |
| 1983      | سو فوستر ‏ (ENG)                 | مورين بيانتون ‏ (ENG)          | 8–5                          | بريان (ENG)                  | [ 39 ]       |
| 1984 Am   | ستايسي هيليارد ‏ (ENG)           | ناتالي ستيلماتش ‏ (CAN)        | 4–1                          | كوفنتري (ENG)                | [ 2 ]        |
| 1984 Pro  | ماندي فيشر (ENG)                | ماريان ماكونيل ‏ (CAN)         | 4–2                          | برمنغهام (ENG)               | [ 8 ] [ 35 ] |
| 1985 Am   | أليسون فيشر (ENG)               | ستايسي هيليارد ‏ (ENG)         | 5–1                          | سوليهل (ENG)                 | [ 12 ]       |
| 1986      | أليسون فيشر (ENG)               | سو ليمايش ‏ (CAN)              | 5–0                          | سوليهل (ENG)                 | [ 40 ]       |
| 1987      | آن-ماري فارن ‏ (ENG)             | ستايسي هيليارد ‏ (ENG)         | 5–1                          | بوكبول (ENG)                 | [ 41 ]       |
| 1988      | أليسون فيشر (ENG)               | آن-ماري فارن ‏ (ENG)           | 6–1                          | بريكسهام (ENG)               | [ 23 ]       |
| 1989      | أليسون فيشر (ENG)               | آن-ماري فارن ‏ (ENG)           | 6–5                          | بريكسهام (ENG)               | [ 23 ]       |
| 1990      | كارين كور (NIR)                 | ستايسي هيليارد ‏ (ENG)         | 7–4                          | لندن (ENG)                   | [ 42 ]       |
| 1991      | أليسون فيشر (ENG)               | كارين كور (NIR)               | 8–2                          | لندن (ENG)                   | [ 43 ]       |
| 1992      | لم تُقام البطولة                 | لم تُقام البطولة               | لم تُقام البطولة              | لم تُقام البطولة              | [ 44 ]       |
| 1993      | أليسون فيشر (ENG)               | ستايسي هيليارد ‏ (ENG)         | 9–3                          | بلاكبول (ENG)                | [ 45 ]       |
| 1994      | أليسون فيشر (ENG)               | ستايسي هيليارد ‏ (ENG)         | 7–3                          | نيودلهي (IND)                | [ 46 ]       |
| 1995      | كارين كور (NIR)                 | كيم شو (لاعبة سنوكر) (ENG)    | 6–3                          | نيودلهي (IND)                | [ 47 ]       |
| 1996      | لم تُقام البطولة                 | لم تُقام البطولة               | لم تُقام البطولة              | لم تُقام البطولة              | [ 48 ]       |
| 1997      | كارين كور (NIR)                 | كيلي فيشر (ENG)               | 6–3                          | للانيللي ‏ (WAL)              | [ 48 ]       |
| 1998      | كيلي فيشر (ENG)                 | كارين كور (NIR)               | 5–0                          | شفيلد (ENG)                  | [ 49 ]       |
| 1999      | كيلي فيشر (ENG)                 | كارين كور (NIR)               | 4–2                          | شفيلد (ENG)                  | [ 23 ]       |
| 2000      | كيلي فيشر (ENG)                 | ليزا إنغال ‏ (ENG)             | 4–1                          | شفيلد (ENG)                  | [ 23 ]       |
| 2001      | ليزا كويك ‏ (ENG)                | لينيت هورسبرغ ‏ (SCO)          | 4–2                          | شفيلد (ENG)                  | [ 23 ]       |
| 2002      | كيلي فيشر (ENG)                 | ليزا كويك ‏ (ENG)              | 4–1                          | شفيلد (ENG)                  | [ 23 ]       |
| 2003      | كيلي فيشر (ENG)                 | ليزا كويك ‏ (ENG)              | 4–1                          | شفيلد (ENG)                  | [ 23 ]       |
| 2004      | لم تُقام البطولة                 | لم تُقام البطولة               | لم تُقام البطولة              | لم تُقام البطولة              | [ 50 ]       |
| 2005      | ريان إيفانز (لاعبة سنوكر) (ENG) | لينيت هورسبرغ ‏ (SCO)          | 6–4                          | كامبريدج (ENG)               | [ 50 ]       |
| 2006      | ريان إيفانز (لاعبة سنوكر) (ENG) | إيما بوني (ENG)               | 5–3                          | كامبريدج (ENG)               | [ 51 ]       |
| 2007      | ريان إيفانز (لاعبة سنوكر) (ENG) | كيتى هينريك ‏ (ENG)            | 5–3                          | كامبريدج (ENG)               | [ 52 ]       |
| 2008      | ريان إيفانز (لاعبة سنوكر) (ENG) | جون بانكس (لاعبة سنوكر) (ENG) | 5–2                          | كامبريدج (ENG)               | [ 23 ]       |
| 2009      | ريان إيفانز (لاعبة سنوكر) (ENG) | ماريا كاتالانو ‏ (ENG)         | 5–2                          | كامبريدج (ENG)               | [ 23 ]       |
| 2010      | ريان إيفانز (لاعبة سنوكر) (ENG) | ماريا كاتالانو ‏ (ENG)         | 5–1                          | كامبريدج (ENG)               | [ 23 ]       |
| 2011      | ريان إيفانز (لاعبة سنوكر) (ENG) | إيما بوني (ENG)               | 5–1                          | بوري سانت إدموندز (ENG)      | [ 23 ]       |
| 2012      | ريان إيفانز (لاعبة سنوكر) (ENG) | ماريا كاتالانو ‏ (ENG)         | 5–3                          | كامبريدج (ENG)               | [ 53 ]       |
| 2013      | ريان إيفانز (لاعبة سنوكر) (ENG) | ماريا كاتالانو ‏ (ENG)         | 6–3                          | كامبريدج (ENG)               | [ 54 ]       |
| 2014      | ريان إيفانز (لاعبة سنوكر) (ENG) | إنج أون-إي ‏ (HKG)             | 6–0                          | ليدز (ENG)                   | [ 55 ]       |
| 2015      | إنج أون-إي ‏ (HKG)               | إيما بوني (ENG)               | 6–2                          | ليدز (ENG)                   | [ 56 ]       |
| 2016      | ريان إيفانز (لاعبة سنوكر) (ENG) | إنج أون-إي ‏ (HKG)             | 6–4                          | ليدز (ENG)                   | [ 57 ]       |
| 2017      | إنج أون-إي ‏ (HKG)               | فيديا بيللاي ‏ (IND)           | 6–5                          | توا بايوه ‏ (SGP)             | [ 58 ]       |
| 2018      | إنج أون-إي ‏ (HKG)               | ماريا كاتالانو ‏ (ENG)         | 5–0                          | سانت بولز باي ‏ (MLT)         | [ 59 ]       |
| 2019      | ريان إيفانز (لاعبة سنوكر) (ENG) | مينك نوتشارت ‏ (THA)           | 6–3                          | بانكوك (THA)                 | [ 60 ]       |
| 2020–2021 | أُلغي بسبب جائحة فيروس كورونا    | أُلغي بسبب جائحة فيروس كورونا  | أُلغي بسبب جائحة فيروس كورونا | أُلغي بسبب جائحة فيروس كورونا | [ 28 ]       |
| 2022      | مينك نوتشارت ‏ (THA)             | وندى يانز ‏ (BEL)              | 6–5                          | شفيلد (ENG)                  | [ 61 ]       |
| 2023      | بايبات سيريبابورن ‏ (THA)        | باي يولو ‏ (CHN)               | 6–3                          | بانكوك (THA)                 | [ 62 ]       |
| 2024      | باي يولو ‏ (CHN)                 | مينك نوتشارت ‏ (THA)           | 6–5                          | دونغ غوان (CHN)              | [ 63 ]       |

## إحصائيات حسب اللاعب
| الترتيب | الاسم                   | الجنسية          | عدد الانتصارات | عدد الوصيفات |
| ------- | ----------------------- | ---------------- | -------------- | ------------ |
| 1       | ريان إيفانز             | إنجلترا          | 12             | 0            |
| 2       | أليسون فيشر             | إنجلترا          | 7              | 0            |
| 3       | كيلي فيشر               | إنجلترا          | 5              | 1            |
| 4       | كارين كور               | أيرلندا الشمالية | 3              | 3            |
| 5       | إنج أون-إي ‏             | هونغ كونغ        | 3              | 2            |
| 6       | فيرا سيلبي ‏             | إنجلترا          | 2              | 0            |
| 7       | ستايسي هيليارد ‏         | إنجلترا          | 1              | 5            |
| 8       | آن-ماري فارن ‏           | إنجلترا          | 1              | 2            |
| 8       | ليزا كويك ‏              | إنجلترا          | 1              | 2            |
| 8       | مينك نوتشارت ‏           | تايلاند          | 1              | 2            |
| 11      | ماندي فيشر              | إنجلترا          | 1              | 1            |
| 11      | باي يولو ‏               | الصين            | 1              | 1            |
| 13      | ليزلي ماكيلراث ‏         | أستراليا         | 1              | 0            |
| 13      | سو فوستر ‏               | إنجلترا          | 1              | 0            |
| 13      | بايبات سيريبابورن ‏      | تايلاند          | 1              | 0            |
| 16      | ماريا كاتالانو ‏         | إنجلترا          | 0              | 5            |
| 17      | إيما بوني               | إنجلترا          | 0              | 3            |
| 18      | لينيت هورسبرغ ‏          | إسكتلندا         | 0              | 2            |
| 19      | موريل هازلدن ‏           | إنجلترا          | 0              | 1            |
| 19      | أغنيس ديفيز ‏            | ويلز             | 0              | 1            |
| 19      | مورين بيانتون ‏          | إنجلترا          | 0              | 1            |
| 19      | ناتالي ستيلماتش ‏        | كندا             | 0              | 1            |
| 19      | ماريان ماكونيل ‏         | كندا             | 0              | 1            |
| 19      | سو ليمايش ‏              | كندا             | 0              | 1            |
| 19      | كيم شو (لاعبة سنوكر)    | إنجلترا          | 0              | 1            |
| 19      | ليزا إنغال ‏             | إنجلترا          | 0              | 1            |
| 19      | كيتى هينريك ‏            | إنجلترا          | 0              | 1            |
| 19      | جون بانكس (لاعبة سنوكر) | إنجلترا          | 0              | 1            |
| 19      | فيديا بيللاي ‏           | الهند            | 0              | 1            |
| 19      | وندى يانز ‏              | بلجيكا           | 0              | 1            |

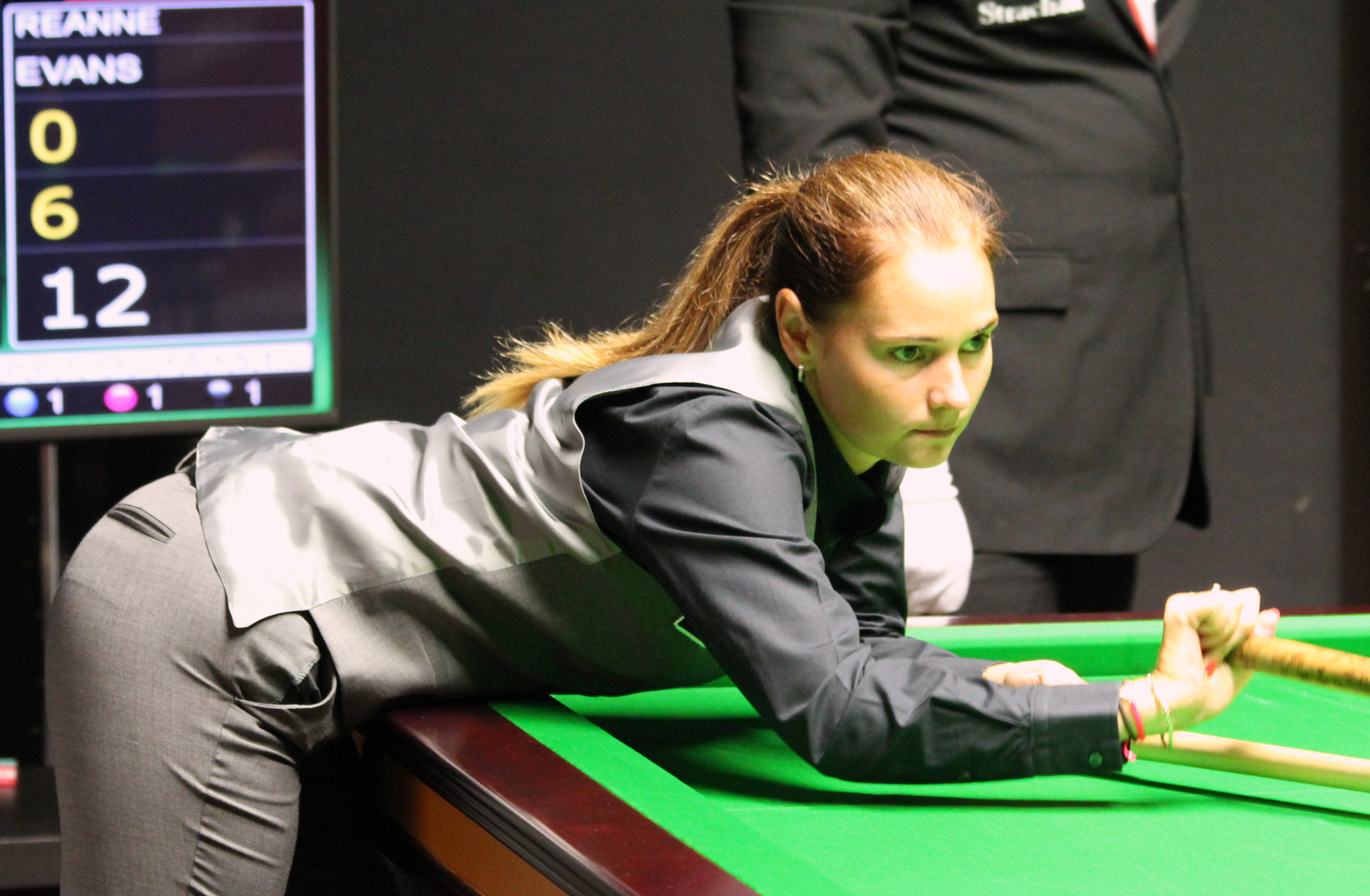
ريان إيفانز (لاعبة سنوكر) قد فازت بجميع نهائيات البطولة التي شاركت فيها (12 نهائي).

اللاعبات النشطات معروضة بالخط العريض.

## روابط خارجية
- موقع WWS